# Skyddskonsulent
Skyddskonsulent var en befattning, fram till och med 1980-talet, på en person inom frivården inom den svenska kriminalvården med ansvar för övervakning av skyddstillsynsdömda och villkorligt frigivna. Beteckningen motsvaras idag närmast av frivårdsinspektör.